# سانام سينغ
سانام سينغ مواليد 11 يناير 1988 في شانديغار، هو لاعب كرة مضرب هندي بدأ مسيرته كمحترف سنة 2004 يلعب باليد اليمنى. أعلى تصنيف له في الفردي كان المركز الـ 266 في سنة 2015. أعلى تصنيف له في الزوجي كان المركز الـ 138 في سنة 2015.

## روابط خارجية
- سانام سينغ على موقع رابطة محترفي التنس (الإنجليزية)
- سانام سينغ على موقع الاتحاد الدولي لكرة المضرب (الإنجليزية)
- سانام سينغ على موقع كأس ديفيز (الإنجليزية)
- سانام سينغ على موقع خلاصة التنس.كوم (الإنجليزية)
- سانام سينغ على موقع إي إس بي إن.كوم (الإنجليزية)